# Telluride
Telluride sind chemische Verbindungen, in der anorganischen Chemie Salze des Tellurwasserstoffs. Sie sind Verbindungen des Tellurs und homolog zu den Seleniden und Sulfiden, die sich von den leichteren Elementen Selen und Schwefel ableiten lassen.

## Anorganische Chemie
Alkalimetalltelluride sind durch direkte Synthese aus den Elementen zugänglich, wobei sich flüssiger Ammoniak als Reaktionsmedium empfiehlt. Diese Verbindungen sind löslich in Wasser und farblos. Sie sind ferner an Luft instabil und werden zu elementarem Tellur oxidiert.
Telluride der Übergangsmetalle kann man unter Inertgas ebenfalls aus den Elementen herstellen. Telluride kommen in der Natur in Gestalt unterschiedlicher Minerale vor.

## Organische Chemie
In der organischen Chemie werden Verbindungen der allgemeinen Strukturformel R1–Te–R2 (R1, R2 = Alkyl- oder Arylreste) ebenfalls als Telluride bezeichnet. Die Telluride können auch als Telluro-Analoga von Ethern R1–O–R2, Sulfiden R1–S–R2 und Seleniden R1–Se–R2 betrachtet werden. In symmetrischen Telluriden sind die organischen Reste R1 und R2 gleich (R1 = R2), in unsymmetrischen Telluriden sind R1 und R2 verschieden (R1 ≠ R2).